# نواه ليمينا
نواه ليمينا (بالفرنسية: Noha Lemina؛ مواليد 17 يونيو 2005) هو لاعب كرة قدم فرنسي من أصل غابوني يلعب في مركز الوسط في نادي وولفرهامبتون واندررز في الدوري الإنجليزي الممتاز على سبيل الاعارة من باريس سان جيرمان من الدوري الفرنسي.

## النشأة
ولد نواه ليمينا في 17 يونيو 2005 في ليبرفيل عاصمة الغابون. لديه أخ أكبر، ماريو ليمينا، الذي يلعب أيضًا في نادي وولفرهامبتون واندررز ومنتخب الغابون لكرة القدم.

## مسيرته الكروية
بدأ نواه ليمينا مسيرته المهنية مع نادي AF Garenne-Colombes، وفي عام 2014 انتقل إلى أكاديمية باريس سان جيرمان.
في 19 أكتوبر 2021، وقع عقدًا مع باريس سان جيرمان في صفقة حتى عام 2025.
في 24 أغسطس 2023، انضم ليمينا إلى نادي سامبدوريا في الدوري الإيطالي الدرجة الثانية في صفقة إعارة لمدة موسم واحد. في 31 يناير 2024 انضم إلى وولفرهامبتون واندررز في الدوري الإنجليزي الممتاز في صفقة إعارة حتى نهاية الموسم.

## مسيرته الدولية
لعب ليمينا مع منتخب فرنسا تحت 17 سنة لكرة القدم.

## روابط خارجية
- نواه ليمينا على موقع الاتحاد الأوربي (الإنجليزية)
- نواه ليمينا على موقع قاعدة بيانات كرة القدم.إي يو (الإنجليزية)
- نواه ليمينا على موقع Soccerway.com (الإنجليزية)